# 坎廷鎮區 (伊利諾伊州聖克萊爾縣)
坎廷鎮區（英語：Canteen Township）是位於美國伊利諾伊州聖克萊爾縣的一個行政鎮區。

## 地方資料
根據2010年美國人口普查的數據，坎廷鎮區的面積為45.00平方千米，當中陸地面積為43.90平方千米，而水域面積為1.10平方千米。當地共有人口9698人，而人口密度為每平方千米215.51人。